# 大場村 (石川県)
大場村（おおばむら）は、かつて石川県河北郡に存在した村。

## 地理
- 現在の石川県立金沢向陽高等学校がある。
- 潟湖：河北潟
- 河川：大宮川、金腐川、血の川、柳橋川、柳瀬川

## 歴史
- 1889年（明治22年）4月1日 - 町村制の施行により、大場村が発足する[2]。
- 1954年（昭和29年）6月1日 - 大場村、森本村、花園村、三谷村及び八田村が合併して、森本町が発足する。

## 地域

### 教育
- 大場尋常高等小学校[2]
  - 金沢市編入後に金沢市立大場小学校となり、1971年に金沢市立森本小学校と統合[3]。